# Академіка Павлова (станція метро)
«Академіка Павлова» — 19-та станція Харківського метрополитену. Розташована на Салтівській лінії між станціями «Студентська» і «Академіка Барабашова». Відкрита 24 жовтня 1986 року.

## Виходи та пересадки
Вихід на вулицю Академіка Павлова та до вулиці Василя Стуса, пересадки на автобуси № 207е, 240е, 271е та трамваї № 16, 16а, 27

## Конструкція
Односклепінна станція мілкого закладення з острівною платформою.

## Колійний розвиток
Станція без колійного розвитку.

## Оздоблення
Склепіння зібрано з об'ємних залізобетонних конструкцій і є основним архітектурним елементом, структурна пластика поверхні якого, в поєднанні з точковими світильниками і торшерами-покажчиками, розташованими на платформі, формують внутрішній простір станційного залу. Образне рішення органічно доповнюють декоративні мозаїчні композиції зі смальти, розташовані групами на колійних стінах. Вони присвячені науці та науковим відкриттям академіка І. П. Павлова в різних галузях знань — фізіології, біохімії, психології. В здоблені стін застосовано сірий мармур Уральського родовища, підлога набрана з плит сірого і чорного граніту. У північному вестибюлі знаходиться бюст академіка.

## Галерея

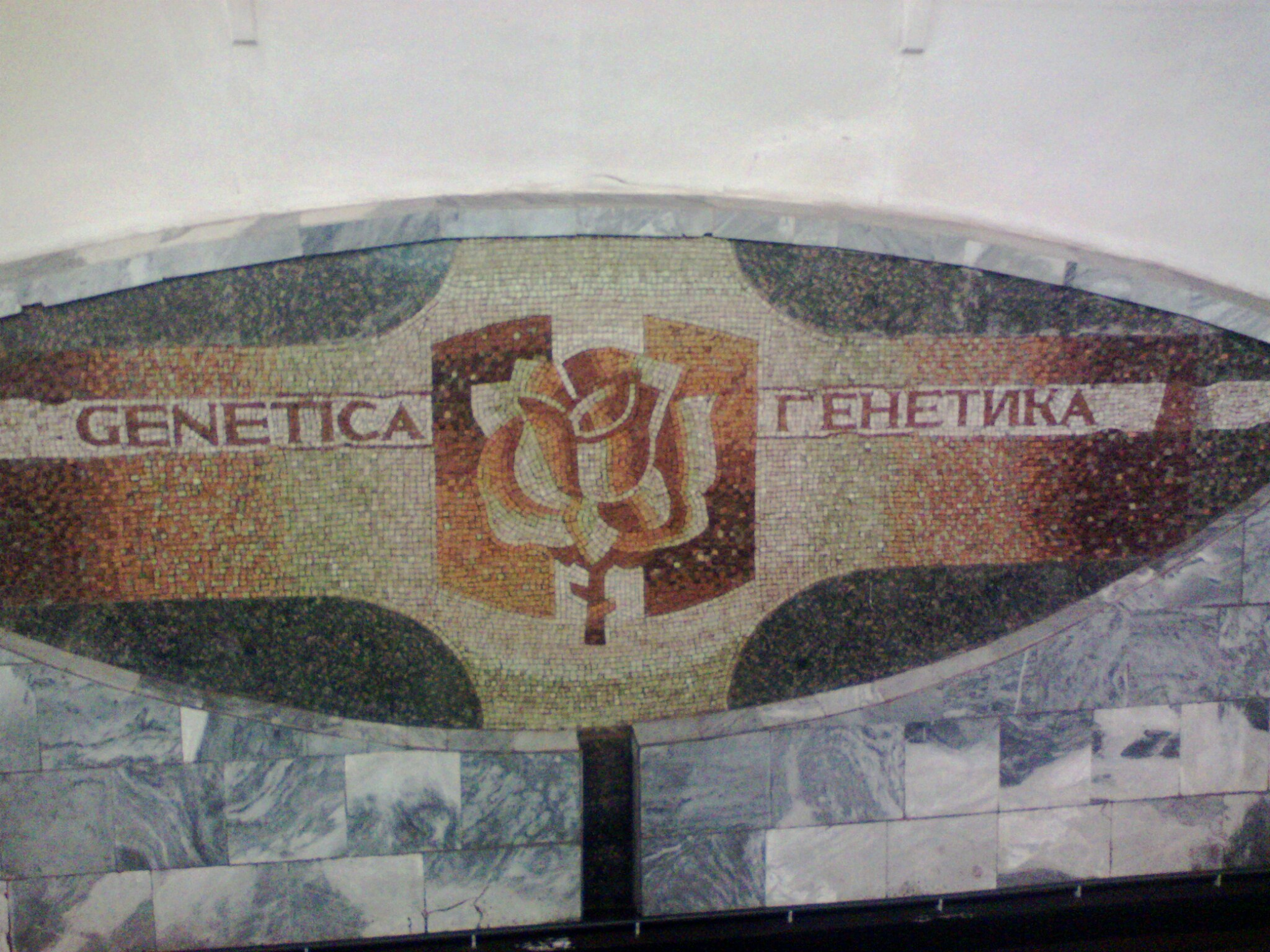
Мозаїка «Генетика»
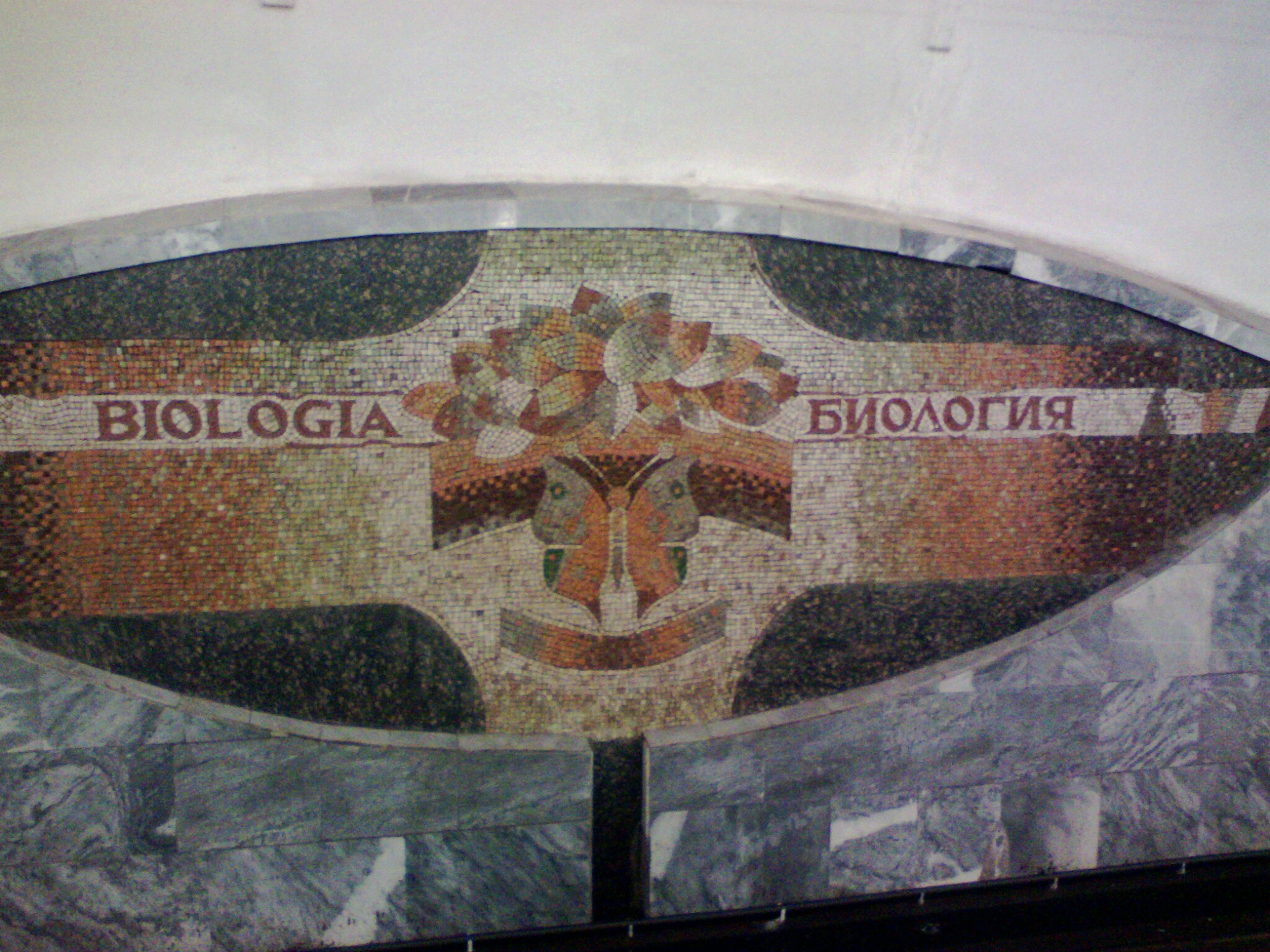
Мозаїка «Біологія» (наразі напис виправлено на український)